# Спиной к стене (фильм, 1958)
«Спиной к стене» (фр. Le Dos au mur) — фильм французского кинорежиссёра Эдуара Молинаро, вышедший на экраны в 1958 году.
В основу фильма был положен роман известного французского детективного автора Фредерика Дара, известного также как Сан-Антонио.
Фильм использует многие экспрессионистские приёмы и визуальные эффекты, характерные для жанра нуар, в том числе, закадровое повествование, продолжительный флэшбек, неожиданные ракурсы, длинные тени и ночные съемки.
Жанна Моро сыграла в этом фильме через год после аналогичной роли неверной жены в криминально-психологическом триллере Луи Маля «Лифт на эшафот», который принёс ей широкую известность.
Это первый полнометражный фильм Эдуара Молинаро, впоследствии ставшего известным благодаря работам в комедийном жанре, таким как «Оскар» (1967) и «Клетка для чудаков» (1978). Сыгравший главную мужскую роль Жерар Ури также впоследствии стал известным комедийным кинорежиссёром благодаря таким картинам, как «Разиня» (1965) и «Большая прогулка» (1966).

## Сюжет
Человек средних лет в плаще ночью выходит из дома, садится в представительный автомобиль, приезжает в другой дом, незаметно проходит мимо привратника, поднимается в одну из квартир. В квартире он аккуратно заворачивает труп в ковер, связывая его галстуками, наводит порядок в комнате, складывает вещи в чемодан, забирает пистолет, деньги и документы. Затем он выносит тело и чемодан на улицу и грузит в свой автомобиль, едет на стройку, кладёт тело в опалубку строящейся стены дома, разводит цемент и заливает тело несколькими слоями раствора. По дороге домой в автомобиле мужчина начинает вспоминать события, которые привели к этому эпизоду…
Его зовут Жак Декрэ (Жерар Ури), он богатый промышленник, управляющий большой корпорацией. Он живёт в богатом доме в Париже вместе со своей молодой красавицей-женой Глорией (Жанна Моро). Однажды Жак раньше времени вернулся с охоты и, пока парковал автомобиль, увидел, как его жена подъезжает к дому на спортивном автомобиле в сопровождении молодого человека, с которым она обнимается и целуется. Проводив Глорию до дверей, мужчина садится в автомобиль и уезжает, а Жак решает ехать вслед за ним. Сопроводив его до дома, Жак узнает его адрес и имя, написанное на автомобиле — Ив Норман (Филипп Нико).
Жак ничего не говорит жене. На следующее утро он приходит на работу и просит принести ему паспорт недавно умершего сотрудника, в который вставляет собственную фотографию. По этому паспорту Жак открывает на почте ящик для получения писем до востребования. Он пишет анонимное письмо Глории, в котором сообщает, что знает о её романе, и за молчание просит перевести ему по почте 50 тысяч франков на указанное имя. Глория бросается за помощью к Иву, но он советует не воспринимать эти угрозы всерьёз, кроме того, у него нет денег (он небогатый актёр музыкального жанра). Тогда Глория берёт деньги у мужа якобы на покупку новых модных нарядов, и отсылает деньги шантажисту. Жак получает деньги, однако он добивается того, чтобы Глория во всем ему созналась и бросила любовника.
Жак нанимает частного детектива Мовэна (Жан Лефевр) с тем, чтобы тот сделал фотографии Глории и Ива, а затем посылает их Глории, требуя значительно большую сумму выкупа — 500 тысяч франков, которую Глория собрать будет не в состоянии. Вечером Глория начинает с Жаком доверительный разговор. Когда он ожидает, что она вот-вот признается и готов простить её, она неожиданно заявляет, что у неё украли дорогой браслет, который Жак подарил ей на свадьбу.
Получив перевод всего в 120 тысяч франков, Жак отсылает его обратно с требованием прислать всю сумму, иначе фотографии попадут к мужу. Глория и Ив просят помочь знакомую владелицу бара Жислен (Клер Морье), но она предлагает другой выход из ситуации. Они посылают письмо на известный почтовый ящик, в который вместо денег вкладывают листок цветной бумаги. На почте двое приятелей Жислен караулят получателя письма. Как только они видят листок в руках у Жака, они преследуют его на автомобиле, завозят в тихое место и с помощью угроз требуют прекратить шантаж. Однако Жак делает им встречное предложение — поработать на него за вдвое больший гонорар. От них Жак узнает о Жислен и подкупает её, чтобы она сказала Глории то, что ему нужно. Жак также вновь нанимает частного детектива Мовэна, который на этот раз должен сыграть роль антрепренёра, который набирает труппу для серии выездных спектаклей по городам Бельгии и Франции.
Тем временем Глория заходит в бар к Жислен в ожидании новостей от её ребят, но та говорит, что человек за письмом так и не приходил, видимо, кто-то сказал ему о «пустышке». Далее Жислен говорит, что об их плане знало только три человека, что, соответственно, бросает тень подозрения на Ива как на возможного шантажиста. Жислен прямо говорит, что Ив бывает нечист на руку, и предлагает ради проверки переслать шантажисту часть денег с переписанными номерами банкнот, чтобы потом посмотреть, где эти деньги всплывут.
Жак получает отправленные Глорией деньги, передает часть суммы Мовэну, который под видом антрепренёра вручает её в качестве аванса Иву. Ив приглашает Глорию к себе, чтобы рассказать ей о предстоящих гастролях. Пока он находится в душе, Глория сверяет номера банкнот, которые находит у него в шкафу, и понимает, что это те же самые купюры, которые она отправляла по почте шантажисту. Она берёт лежащий в шкафчике пистолет Ива и стреляет в него, убивая наповал.
Глория возвращается домой и, не в силах более скрывать правду, рассказывает Жаку о своем романе, шантаже и убийстве. Жак, конечно, не рассчитывал, что дело обернется таким образом. Он рассчитывал лишь проучить жену и заставить её бросить любовника, а не на то, что всё закончится убийством. Жак решает скрыть следы преступления. Он спрашивает Глорию, где произошло убийство и видел ли кто-либо её на месте преступления, а затем едет в квартиру Ива, где уничтожает все улики и закатывает тело Ива в бетонную стену дома, который строит его фирма… На этом воспоминание Жака заканчивается.
Жак возвращается домой и говорит Глории, что всё в порядке. Отношения между Глорией и Жаком вскоре входят в нормальное русло, Глория помогает Жаку с делами на работе и ведет себя дома как любящая жена. Жак не говорит Глории о своем участии в этом деле, но в порыве откровенности сообщает ей, что замуровал тело Ива в стене строящегося здания их фирмы.
На Рождество они вместе украшают дома праздничную ель. Жак просит Глорию принести из его автомобиля кое-какие мелочи. Глория возвращается домой, держа в руках паспорт человека, который вымогал у неё деньги, с фотографией мужа в нём (паспорт лежал в бардачке). Она поняла, кто её шантажировал. Жак забирает у неё паспорт и бросает его в камин, Глория убегает в свою комнату и запирается на ключ. В ожидании гостей Жак видит в окно, как из дома выбегает горничная Глории. Появляются гости, Жак поднимается в комнату жены, и в этот момент раздается выстрел. Глория застрелилась.
На похоронах к Жаку подходит инспектор полиции и просит следовать с ним. Оказывается, в полицию поступило письмо от Глории, которая обвиняет себя и мужа в убийстве Ива и укрывательстве его тела. Комиссар говорит Жаку, что, если тело будет найдено там, где указано, он будет признан виновным. Жак указывает на только что законченную стену здания фирмы, её разбивают и находят тело Ива.

## В главных ролях
- Жанна Моро — Глория Декрэ
- Жерар Ури — Жак Декрэ
- Филипп Нико — Ив Норман
- Клер Морье — Жислен
- Жан Лефевр — Мовэн, частный детектив